# Samsung S400i
 Samsung S400i este un telefon mobil slider lansat de Samsung în 2006. Dispune de o cameră de 0.3 megapixeli cu bliț LED și funcționalitate de înregistrare video. Acesta poate fi conectat prin USB cu un cablu proprietar sau prin Bluetooth. Căștile se conectează de asemenea printr-un port propriu. Afișajul este color TFT 256K, 176 x 220 pixeli. Singura culoare disponibilă era negru.  

## Caracteristici
- Camera video spate VGA de 0,3 MP, cu înregistrare video, oglindă  pentru portret și bliț LED
- Până la 3 ore de convorbire, până la 150 de ore de standby
- Suport DoJa 2.5
- SMS, MMS, e-mail
- Browser web i-mode
- Multi-benzi GSM 900/1800/1900
- Suport pentru GPRS și EDGE
- Player AAC / M4A
- Text predictiv T9
- Conectivitate Bluetooth 1.1
- Organizator și înregistrator voce
- Sonerii polifonice și vibrații
- Text predictiv T9

## Recepție
Samsung S400i a fost văzut ca având specificații slabe în unele zone, spațiul de stocare de 13 MB a fost considerat prea mic și camera a fost de numai 0,3 MP.  Criticii l-au lăudat pentru faptul că este compact și confortabil, designul său, apelurile clare și tari și durata de viață a bateriei, spunând că poate dura câteva zile de utilizare intensă.  Comentariile utilizatorilor au văzut că telefonul este bun ca primul telefon, dar, de asemenea, nu le plăcea spațiul de stocare, camera, lipsa unui player MP3 și caracteristicile sale Bluetooth .  A fost, de asemenea, considerat a fi ușor de utilizat, de a fi un raport calitate-preț bun și de a avea un ecran decent. 